# 床和
床和（とこかず、1951年8月6日 - 2019年9月）は、大相撲の元床山。本名は酒井和美。東京都出身。春日野部屋に所属していた。最高位は特等床山。

## 履歴
- 1972年9月場所 - 採用。
- 1999年以前 - 二等床山。
- 2003年1月場所 - 一等床山に昇進。
- 2016年1月場所 - 番付序列上位の床淀を抜いて特等床山に昇進。
- 2016年7月場所 - 停年退職。
- 2019年9月 - 死去[2]。